# VF Corporation
VF Corporation er en amerikansk beklædningskoncern, der blev etableret i 1899 og har hovedkvarter i Denver, Colorado. De har 13 brands, som er organiseret i kategorierne: Outdoor, Active og Work.
Deres brands omfatter: Dickies, Altra, Eastpak, Icebreaker, And1, JanSport, Kipling, The North Face, Napapijri, SmartWool, Supreme, Timberland og Vans.